# Санго (буддизм)
Санго (яп. 山号 санго:, «горное прозвище») — титул буддистского монастыря в Японии. В японском языке предшествует официальному названию монастыря.

## Краткие сведения
В древней Индии и Китае существовала традиция строить буддистские монастыри и вихари в горах. Делалось это по образцу общины самого Будды, располагавшейся на Горе грифов. Китайские горные монастыри имели двойные названия. Первая часть такого названия обозначала вершину — место нахождения монастыря, а вторая — собственное название самого монастыря. Например:
- Монастырь Гоцин горы Тяньтайшань (??,  «Монастырь Незамутняемой чистоты»)
- Буддийский храм Дунлиньсы горы Лушань (кит. упр. 东林寺, пиньинь dōnglínsì, буквально: «Восточный лес»)

Со временем название горы стало прозвищем самого монастыря, которое использовалось наряду с официальным названием, а иногда заменяло его.
В древней Японии буддистские монастыри строились на равнинах, поэтому горных прозвищ не имели. Однако в конце VIII века их стали сооружать в горах, за пределами светских поселений. Первыми монастырями, которые имели собственные «санго» были Энрякудзи на горе Хиэй и Конгобудзи на горе Коя. Они стали подобием китайских аналогов.
С конца XII века «санго» превратились в формальные титулы, которые предоставлялись монастырям независимо от их места расположения. Первым из таких монастырей стал Сейрёдзи. Он находился на равнине, но получил «санго» «гора Годай». В течение XIII—XV веков, после утверждения системы «пяти гор», определяющей пять главных дзенских ячеек страны, практика предоставления «горных прозвищ» всем монастырям окончательно закрепилась в Японии. Начиная с середины 15 века каждый японский монастырь имеет собственный «санго».